# Călărași (okręg Vaslui)
Călărași – wieś w Rumunii, w okręgu Dolj, w gminie Călărași. W 2011 roku liczyła 3942 mieszkańców.